# Liste der denkmalgeschützten Objekte in Palterndorf-Dobermannsdorf
Die Liste der denkmalgeschützten Objekte in Palterndorf-Dobermannsdorf enthält die 14 denkmalgeschützten, unbeweglichen Objekte der Gemeinde Palterndorf-Dobermannsdorf.

## Denkmäler
| Foto |                 | Denkmal                                                                                             | Standort                                                    | Beschreibung | Metadaten |
| ---- | --------------- | --------------------------------------------------------------------------------------------------- | ----------------------------------------------------------- | --- | --- |
| ja   | Datei hochladen | Figurenbildstock hl. Johannes Nepomuk HERIS-ID: 10514 Objekt-ID: 6573                               | bei Friedhofgasse 151 Standort KG: Dobermannsdorf           | Am nördlichen Ortsausgang steht eine von Putten flankierte Johannes-Nepomuk-Steinfigur auf einem barocken Sockel, der durch ein Chronogramm mit 1746 bezeichnet ist. Die Figur wurde 2019 restauriert. | BDA-Hist.: Q38071734 Status: § 2a Stand der BDA-Liste: 2025-06-30 Name: Figurenbildstock hl. Johannes Nepomuk GstNr.: 185 Statue of John of Nepomuk, Dobermannsdorf                  |
| ja   | Datei hochladen | Pfarrhof HERIS-ID: 10512 Objekt-ID: 6571                                                            | Hauptstraße 18 Standort KG: Dobermannsdorf                  | Der Pfarrhof von Dobermannsdorf ist ein eingeschoßiger Bau mit Schopfwalmdach und veränderter Fassade aus dem frühen 19. Jahrhundert | BDA-Hist.: Q38071615 Status: § 2a Stand der BDA-Liste: 2025-06-30 Name: Pfarrhof GstNr.: 3 Pfarrhof Dobermannsdorf, Gemeinde Palterndorf-Dobermannsdorf                              |
| ja   | Datei hochladen | Anlage röm.-kath. Pfarrkirche zum hl. Andreas mit ehem. Friedhof HERIS-ID: 113699 Objekt-ID: 132064 | bei Hauptstraße 18 Standort KG: Dobermannsdorf              | Die im Osten von Dobermannsdorf gelegene und von einer Kirchhofmauer umgebene Pfarrkirche hl. Andreas ist ein einheitlicher neugotischer Bau, der 1900/1901 anstelle einer älteren Kirche errichtet wurde. Der Bau wurde durch eine Stiftung von Johannes II. von Liechtenstein ermöglicht und von Karl Weinbrenner ausgeführt. Das hohe Langhaus liegt unter einem steilen Satteldach mit Dachreiter. Daran anschließend befindet sich der wesentlich niedrigere, eingezogene Chor. Der mächtige vierseitige Westturm ist im obersten Geschoß durch spitzbogige Nischen aufgebrochen. Darüber liegt das sich verjüngende, achteckige Glockengeschoß mit einem steilen Spitzhelm. Der gesamte Bau ist durch hochgezogene, zweifach abgetreppte Strebepfeiler mit Wasserschlägen und Spitzbogenfenstern gegliedert. Im Norden befindet sich die dominierende Eingangsfassade, im Westen ein kleiner Sakristeianbau. Anmerkung: bis 2019 unter der ID 6570 geschützt | BDA-Hist.: Q24008125 Status: Bescheid Stand der BDA-Liste: 2025-06-30 Name: Anlage röm.-kath. Pfarrkirche zum hl. Andreas mit ehem. Friedhof GstNr.: 1, 2 Pfarrkirche Dobermannsdorf |
| ja   | Datei hochladen | Ehem. Volksschule HERIS-ID: 10513 Objekt-ID: 6572                                                   | Hauptstraße 39 Standort KG: Dobermannsdorf                  | Die ehemalige Schule ist ein eingeschoßiger Bau mit mächtigem Walmdach. Die Fassade ist durch flache Pilaster gegliedert. In der Mittelachse liegt ein Portal mit einem Rundbogentor, darüber ein Tympanon mit einem figuralen Relief. Eine Inschrift im Flur verweist auf das Jahr 1821. Der Bau verfügt über einen Wirtschaftstrakt mit Holzbalkendecken. Im Jahr 2013 wurde das Gebäude durch Brandstiftung schwer beschädigt, wurde aber bereits wieder renoviert. | BDA-Hist.: Q38071674 Status: Bescheid Stand der BDA-Liste: 2025-06-30 Name: Ehem. Volksschule GstNr.: 273 Volksschule (Dobermannsdorf)                                               |
| ja   | Datei hochladen | Bildstock HERIS-ID: 10515 Objekt-ID: 6574                                                           | bei Teichgasse 163 Standort KG: Dobermannsdorf              | Am südlichen Ortsausgang steht ein schlichter spätgotischer Tabernakelbildstock aus dem 15. Jahrhundert. | BDA-Hist.: Q38071745 Status: § 2a Stand der BDA-Liste: 2025-06-30 Name: Bildstock GstNr.: 336 Bildstock 163 (Dobermannsdorf)                                                         |
| ja   | Datei hochladen | Dorfturm, Wehrturm HERIS-ID: 10519 Objekt-ID: 6578                                                  | Hauptstraße 25 Standort KG: Palterndorf                     | Der Wehrturm Palterndorf wurde 1414 erstmals im Liechtensteiner Urbar erwähnt. Der Turm dürfte aber bedeutend älter sein. Er ist der einzige gotische Dorfturm in Niederösterreich nördlich der Donau. Anmerkung: Der Wehrturm ist derzeit (Juli 2019) und bis auf weiteres nicht zugänglich. | BDA-Hist.: Q1787099 Status: Bescheid Stand der BDA-Liste: 2025-06-30 Name: Dorfturm, Wehrturm GstNr.: 208/1 Wehrturm Palterndorf                                                     |
| ja   | Datei hochladen | Bildstock, sog. Pestsäule HERIS-ID: 10520 Objekt-ID: 6579                                           | gegenüber Hauptstraße 41 Standort KG: Palterndorf           | Die sogenannte Pestsäule in der Ortsmitte ist ein spätgotischer Tabernakelbildstock aus dem frühen 16. Jahrhundert. Der kräftige Pfeiler trägt ein Tabernakel auf kleinen Konsolköpfen, das mit Reliefs der Kreuzigung und der hll. Maria und Johannes (?) ausgestattet ist. | BDA-Hist.: Q38071895 Status: § 2a Stand der BDA-Liste: 2025-06-30 Name: Bildstock, sog. Pestsäule GstNr.: 747 Pestsäule (Palterndorf)                                                |
| ja   | Datei hochladen | Figurenbildstock Christus in der Rast HERIS-ID: 10522 Objekt-ID: 6581                               | bei Hauptstraße 207 Standort KG: Palterndorf                | Die Figur Christus in der Rast aus dem 18. Jahrhundert ruht auf einem hohen Pfeiler im Osten des Ortes. | BDA-Hist.: Q38071927 Status: § 2a Stand der BDA-Liste: 2025-06-30 Name: Figurenbildstock Christus in der Rast GstNr.: 63/7 Christus auf der Rast (Palterndorf)                       |
| ja   | Datei hochladen | Flur-/Wegkapelle hl. Johannes Nepomuk HERIS-ID: 10523 Objekt-ID: 6582                               | bei Johannesgasse 190 Standort KG: Palterndorf              | Am nördlichen Ortsausgang steht eine schlichte Wegkapelle mit Lisenengliederung und geschwungenem Giebel. Im Inneren steht auf einem mit 1724 bezeichneten Sockel eine Figur des hl. Johannes Nepomuk. | BDA-Hist.: Q38071967 Status: § 2a Stand der BDA-Liste: 2025-06-30 Name: Flur-/Wegkapelle hl. Johannes Nepomuk GstNr.: 508 Nepomukkapelle (Palterndorf)                               |
| ja   | Datei hochladen | Pietà HERIS-ID: 10521 Objekt-ID: 6580                                                               | Zistersdorfer Straße Standort KG: Palterndorf               | Am südlichen Ortsausgang ruht eine barocke Pietà aus der zweiten Hälfte des 18. Jahrhunderts auf einer hohen Säule. | BDA-Hist.: Q38071917 Status: § 2a Stand der BDA-Liste: 2025-06-30 Name: Pietà GstNr.: 1352 Pieta (Palterndorf)                                                                       |
| ja   | Datei hochladen | Kirchhof HERIS-ID: 10516 Objekt-ID: 6575                                                            | bei Zistersdorfer Straße 40 Standort KG: Palterndorf        | Um die Kirche liegt ein aufgelassener Friedhof mit barocken Grabsteinen und einer mächtigen Umfassungsmauer aus Quadersteinen. Das barocke Friedhofstor verfügt über Figurennischen und wuchtige Torpfeiler. Im eigentlichen Friedhofsbereich sind barocke Grabsteine aus den Jahren 1699 bis 1746 erhalten. Vor dem Tor steht eine barocke Kreuzigungsgruppe aus dem 18. Jahrhundert. | BDA-Hist.: Q38071803 Status: § 2a Stand der BDA-Liste: 2025-06-30 Name: Kirchhof GstNr.: 444 Kirchhof (Palterndorf)                                                                  |
| ja   | Datei hochladen | Kath. Pfarrkirche Mariae Himmelfahrt HERIS-ID: 10517 Objekt-ID: 6576                                | bei Zistersdorfer Straße 40 Standort KG: Palterndorf        | Die von einem Kirchhof umgebene, auf einem niedrigen Rundhügel gelegene Pfarrkirche Mariä Himmelfahrt ist eine ehemalige Wehrkirche kuenringischer Gründung, die im Kern vermutlich bis auf das Jahr 1290 zurückgeht. Das große und schlichte Langhaus hat einen romanisch/gotischen Mauerkern, Rechteckfenster, eine strenge spätbarocke Fassade mit Lisenengliederung, umlaufendes Gesims und darüber einen geschwungenen Giebel mit Eckvasen von 1782. Der eingezogene gotische Chor aus dem 15. Jahrhundert verfügt über getreppte Strebepfeiler mit Wasserschlägen. Der wuchtige Südostturm ist dreigeschoßig, durch Putzfelder gegliedert und von Doppelschallfenstern und einem Zwiebelhelm bekrönt. Östlich davon erhebt sich ein Treppentürmchen, westlich die Sakristei. Nördlich anschließend ist ein barocker Kapellenanbau mit Rundfenstern zu sehen.                                                                                                 | BDA-Hist.: Q38071814 Status: § 2a Stand der BDA-Liste: 2025-06-30 Name: Kath. Pfarrkirche Mariae Himmelfahrt GstNr.: 444 Pfarrkirche Palterndorf                                     |
| ja   | Datei hochladen | Pfarrhof HERIS-ID: 10518 Objekt-ID: 6577                                                            | Zistersdorfer Straße 40 Standort KG: Palterndorf            | Der am Fuß des Kirchhügels gelegene Pfarrhof ist ein langgestreckter, eingeschoßiger Barockbau aus dem Jahr 1744. Die Fenster verfügen über schlichte Verdachungen. Über dem Gartenportal ist das Wappen des Deutschen Ritterordens zu sehen. | BDA-Hist.: Q38071825 Status: § 2a Stand der BDA-Liste: 2025-06-30 Name: Pfarrhof GstNr.: 440 Pfarrhof (Palterndorf)                                                                  |
| ja   | Datei hochladen | Kreuzigungsgruppe HERIS-ID: 205398seit 2021                                                         | gegenüber Zistersdorfer Straße 247 Standort KG: Palterndorf | | BDA-Hist.: Q107545950 Status: Bescheid Stand der BDA-Liste: 2025-06-30 Name: Kreuzigungsgruppe GstNr.: 469/1                                                                         |